# 第21ヘリコプター海上戦闘飛行隊 (アメリカ海軍)
第21ヘリコプター海上戦闘飛行隊（だい21ヘリコプターかいじょうせんとうひこうたい、英: Helicopter Sea Combat Squadron 21、略称：HSC-21）は、アメリカ海軍太平洋艦隊ヘリコプター海上戦闘航空団隷下のヘリコプター部隊。愛称はブラックジャックス（英: Blackjacks）。1977年10月1日に第11ヘリコプター戦闘支援飛行隊（英: Helicopter Combat Support Squadron 11、略称：HC-11）としてカリフォルニア州ノースアイランド海軍航空基地で編成され、2005年4月1日に第21ヘリコプター海上戦闘飛行隊へ改編された。カリフォルニア州ノースアイランド海軍航空基地に所在し、多用途ヘリコプターとしてMH-60Sを運用する。なお、遠征飛行隊に指定されており、必要に応じて遠征部隊に組み込まれる。

## 歴代運用機
- 輸送ヘリコプター
  - CH-46D
- 多用途ヘリコプター
  - MH-60S

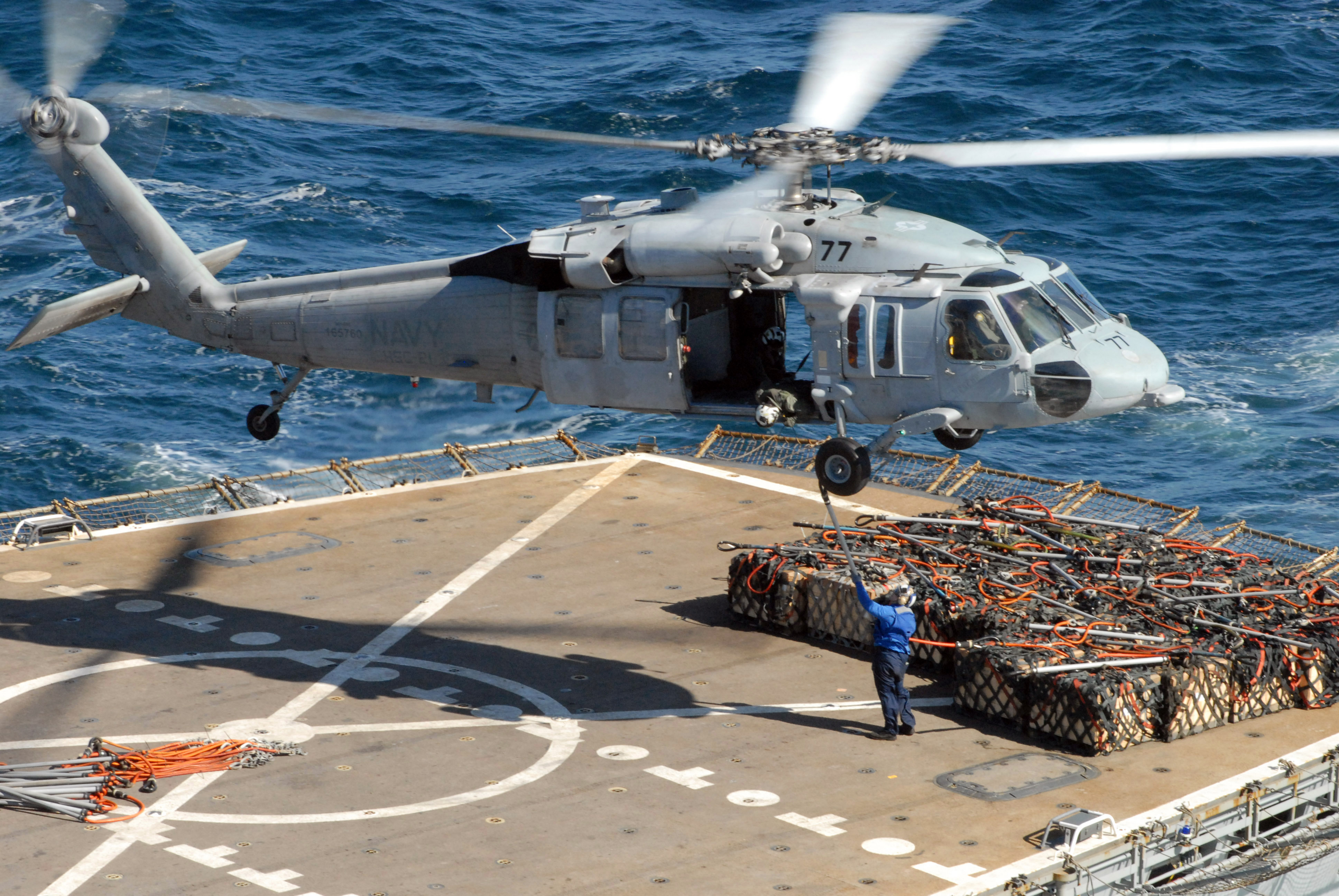
HSC-21で運用するMH-60S